# Alpenhochwasser 2000
Das Alpenhochwasser 2000 ist eine Naturkatastrophe, die sich im Oktober 2000 in den Zentralalpen ereignete. Das Schadensereignis betraf vor allem die italienische Region Piemont und die Schweizer Kantone Tessin und Wallis.

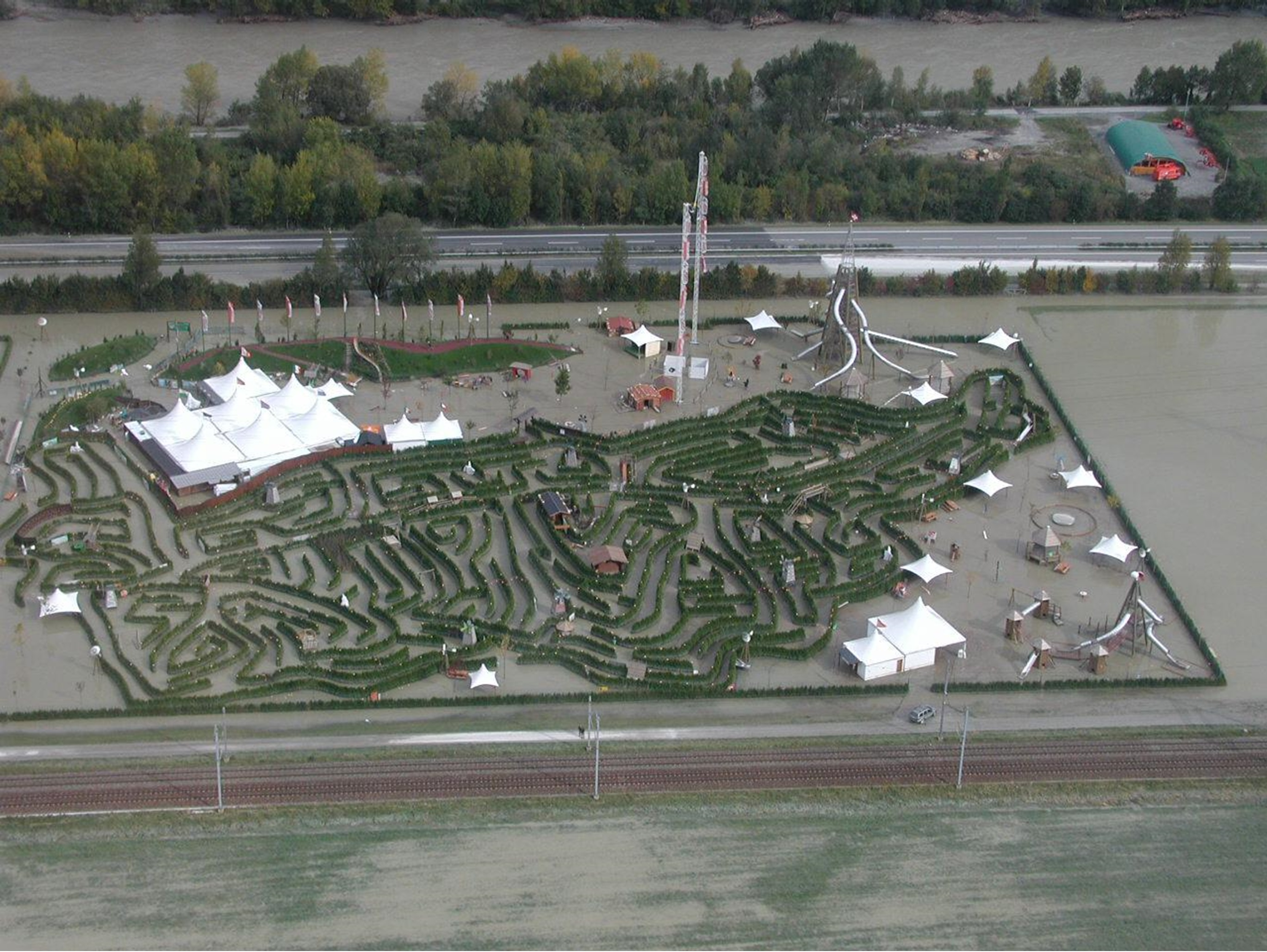
Überschwemmter Freizeitpark bei Evionnaz, Kanton Wallis.

## Meteorologie
Die Grosswetterlage Mitte Oktober 2000 mit dem stabilen Tiefdruckgebiet Josefine über den Britischen Inseln bewirkte, dass vom 10. bis zum 16. Oktober andauernd milde, feuchtwarme Luft von Nordafrika über das Mittelmeer an den Südrand der Alpen strömte. Am Gebirge wurde die Luft zum Aufsteigen gezwungen, was seit dem 11. Oktober zu lange andauernden grossflächigen Starkregen führte. Anfänglich war vor allem das Piemont betroffen, als am 13. Oktober die Windrichtung am südlichen Alpenrand gegen Nordwesten drehte, erreichte der Regen auch Regionen über dem Alpenhauptkamm im Wallis. Zu den stärksten Regenfällen kam es am 13. und 14. Oktober in der Region von Domodossola und am Simplonpass und danach vom 14. bis zum 15. Oktober in einigen südlichen Seitentälern des Wallis. Ein Regenmaximum wurde am 14. Oktober mit 580 mm bei Lago Paione gemessen. Am 16. Oktober zog die Kaltfront gegen Osten ab und die Niederschläge liessen nach.

## Piemont
Die Niederschläge verursachten im Piemont eines der schwersten Hochwasserereignisse der jüngeren Geschichte. Es regnete in allen grossen Alpentälern des Piemonts vom Susatal über das Aostatal, das Lanzotal und das Canavese bis zum Sesiatal und zum Eschental stark und anhaltend, worauf es im ganzen Pobecken zu grossflächigen Überschwemmungen kam. Neben immensen Sachschäden waren 23 Todesopfer, 128 Verletzte, 11 Vermisste und rund 40 obdachlose Personen zu verzeichnen.
Am Oberlauf des Po war besonders das Pellicetal vom Hochwasser betroffen, bei Moncalieri und Turin wurden Stadtquartiere in der Nähe des Po überflutet, der bei Turin zeitweise 2300 Kubikmeter Wasser pro Sekunde führte, was deutlich über dem schweren Hochwasser von 1994 lag. Es war das grösste Hochwasser in Turin seit 1839. Bei Noasca und Bardonetto stürzten während des Hochwassers die Brücken über den Orco ein, bei Robassomero jene über die Stura, bei Ivrea (Settimo Vittone) eine Eisenbahnbrücke, im Canavese zerstörte das Wasser weitere Strassenbrücken. In der Poebene unterhalb von Turin brachen die Seitendämme des Po an einigen Stellen und zahlreiche Ortschaften wurden überflutet; die Überschwemmungszone erreichte flussabwärts auch noch ein Gebiet in der Lombardei und in der Emilia-Romagna.

## Kanton Tessin
Der Pegel des Lago Maggiore erreichte den höchsten Stand seit 1867. Das Seehochwasser ging auf den starken Zufluss des Toce in Italien zurück, in dessen Einzugsgebiet ein Regenzentrum lag. Die Maggia und der Ticino führten demgegenüber keine ungewöhnlichen Hochwasser zum See.
Am 14. Oktober trat der See über die Ufer und überflutete langsam die Altstadt von Locarno. Bis am 17. Oktober stieg das Wasser immer höher und erreichte schliesslich einen Rekordstand, der im 20. Jahrhundert nie gemessen worden war. Das Hochwasser des Lago Maggiore betraf im Tessin neben Locarno auch Wohn- und Gewerbegebiete sowie Sportanlagen, öffentliche Gebäude, Abwasserreinigunganlagen und Kliniken in den Gemeinden Ascona, Brissago, Gordola, Minusio, Muralto, Tenero-Contra und Gambarogno.
Erst am 25. Oktober war das Wasser von Sesto Calende aus im Fluss Ticino so weit zum Po hin abgeflossen, dass sich der See wieder in sein normales Becken zurückgezogen hatte.

Überschwemmung bei Saillon.

## Kanton Wallis
Im Kanton Wallis hatte das Wetterereignis Auswirkungen auf das ganze Rhoneeinzugsgebiet oberhalb des Genfersees. Der Regen führte zum schwersten Hochwasser im Wallis im 20. Jahrhundert. Am 14. und 15. Oktober traten zahlreiche Bäche und Flüsse im Kanton über die Ufer, weite Gebiete wurden überflutet, Murgänge zerstörten zahlreiche Häuser und verschütteten Ortschaften und Verkehrsanlagen. Im Wallis kamen sechzehn Personen durch das Ereignis ums Leben.
Bei Stalden-Neubrück zerstörte ein Murgang fünf Gebäude und unterbrach die Kantonsstrasse und die Strecke der Brig-Visp-Zermatt-Bahn, die vom Murgang zurückgestaute Vispa überflutete die Abwasserreinigungsanlage Stalden. Unterhalb von Zermatt entstand wegen eines Murgangs ein See, der mehrere Gebäude unter Wasser setzte. Die BVZ-Bahnlinie zwischen Brig und Zermatt war an mehreren Stellen unterbrochen und konnte erst nach 24 Tagen wieder in Betrieb genommen werden.
Murgänge zerstörten Häuser und unterbrachen Verkehrswege in Mörel, im Binntal, in Naters und in Baltschieder. Dort überflutete der Baltschiederbach eine Siedlungsfläche von 733'000 Quadratmeter und hinterliess im oberen Dorfteil bis zu vier Meter hohe Schuttablagerungen, wobei die Wasser- und Stromversorgung sowie die Telefonleitungen zerstört wurden. Zwischen Brig-Glis und Visp floss die Gamsa auf die Baustelle der Autobahn A9 und über die Bahnlinien der SBB und der BVZ.
Als sekundäre Folge des Starkregens im Oberwallis kam es im Unterwallis zu einem schweren Hochwasser. In Sitten trat der Vissingenkanal über die Ufer und überflutete ein Gewerbequartier. Bei Chamoson brach der rechtsufrige Rhonedamm, wobei die Gasleitung des Gazoduc du Rhône freigelegt wurde und ungeschützt über dem Boden lag. Durch die Bresche im Damm floss das Wasser in die Rhoneebene und schwemmte Geröll und Schlamm auf die landwirtschaftlichen Kulturen. Auch ein Damm am Kanal von Sitten nach Riddes brach, das Wasser trat aus dem Kanal von Leytron nach Fully über die Ufer. Das Gewerbequartier von Saillon mit mehreren Weinkellereien wurde überflutet. Insgesamt standen beim Ereignis in der Rhoneebene schliesslich 1027 Hektar unter Wasser.

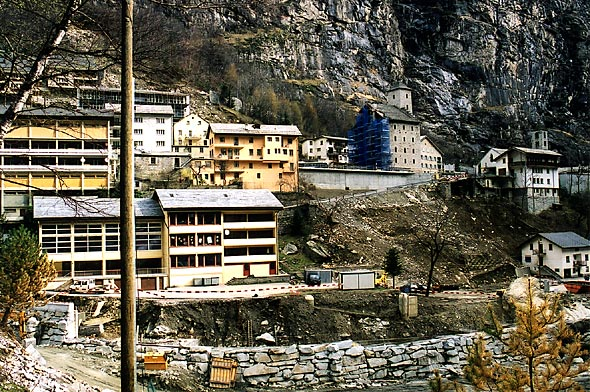
Zerstörungsschneise im Dorf Gondo nach dem Erdrutsch. Aufnahme während des Wiederaufbaus.

### Gondo
Die schwerste einzelne Katastrophe betraf die Ortschaft Gondo. Ein Erdrutsch oberhalb des Dorfes brachte am 14. Oktober eine Schutzmauer zum Einsturz, und die grosse Masse von Gestein, Erde und Trümmern der Mauer traf mehrere darunter liegende Gebäude und rutschte noch weiter in die Schlucht der Doveria hinunter, die wegen des Regens Hochwasser führte. Zehn Häuser wurden zerstört und 13 Personen kamen ums Leben. Der dreihundertjährige Stockalperturm wurde beschädigt. An der Doveria und dem Fluss Grosses Wasser im Zwischbergental zerstörte das Hochwasser ausserdem Schutzbauten und Ufersicherungen.

### Folgen
Nach dem schweren Rhonehochwasser von 2000 begannen die detaillierten Planungen für die dritte Rhonekorrektion im Wallis.